# Molekylär nanoteknik
Molekylär nanoteknik (även molekylär nanoteknologi, molecular nanotechnology) (MNT) är en teknologi som bygger på förmågan att bygga upp strukturer till komplexa, atomära specifikationer genom "mekanosyntes".
Tekniken är baserad på Richard Feynmans vision om miniatyrfabriker som använder nanomaskiner för att bygga komplexa produkter (inklusive ytterligare nanomaskiner), men själva begreppet populariserades av Eric Drexler myntade nanoteknik), baserat på hans bok Nanosystems från 1992. Denna avancerade form av nanoteknik, molekyltillverkning, skulle använda sig av positionsstyrd mekanosyntes som styrs av molekylära maskinsystem. MNT skulle involvera att kombinera fysikaliska principer som påvisats av biofysik, kemi, samt andra former av nanoteknologi med systemtekniska principer som finns i moderna makroskaliga fabriker.